# دو عروس
دو عروس فیلمی به کارگردانی داوود موثقی و به تهیه‌کنندگی علی ژکان محصول سال ۱۳۹۳ است. دانیال عبادی، افسانه پاکرو و همچنین سولماز آقمقانی به همراه همسرش محمدعلی خیامی در این فیلم به ایفای نقش پرداخته اند.

## داستان فیلم
«دو عروس» قصه زندگی زن و شوهر جوانی است که مرد شرایط مالی مناسبی ندارد اما زن به خاطر داشتن دوستان متمول خواسته‌های عجیب و غریب دارد. او برای رسیدن به ثروت پیشنهادهایی می‌دهد و شوهرش را وادار به انجام کار تازه‌ای می‌کند…

## بازیگران
- دانیال عبادی در نقش اردلان
- افسانه پاکرو در نقش پونه
- سولماز آقمقانی در نقش پوران
- محمدعلی خیامی در نقش ارسلان
- میرطاهر مظلومی در نقش عزیزی
- صفا آقاجانی در نقش مادر اردلان و ارسلان
- پانته‌آ کیقبادی
- بهزاد رحیم خانی
- بهناز پورفلاح
- نوشین زارع
- علی برجی

- عرفان برزین